# Santa Rita do Tocantins
Santa Rita do Tocantins est une municipalité brésilienne située dans l'État du Tocantins.